# Киевка (Волгоградская область)
Киевка — хутор в Еланском районе Волгоградской области России. Входит в состав Таловского сельского поселения.

## История
В 1928 году хутор Киевский одноимённого сельсовета был включён в состав Даниловского района Камышинского округа (упразднён в 1930 году) Нижне-Волжского края (с 1934 года — Сталинградского края, с 1936 года — Сталинградской области). В период с 1935 по 1963 годы Киевский являлся частью Таловского сельсовета Вязовского района. В 1963 году, в связи с ликвидацией Вязовского района, Таловский сельсовет был включён в состав Еланского района.

## География
Хутор находится в северной части Волгоградской области, в пределах Хопёрско-Бузулукской равнины, к юго-западу от реки Бузулук, на расстоянии примерно 31 километра (по прямой) к юго-юго-западу (SSW) от посёлка городского типа Елань, административного центра района.
Часовой пояс
Хутор Киевка, как и вся Волгоградская область, находится в часовой зоне МСК (московское время). Смещение применяемого времени относительно UTC составляет +3:00.

## Население
| 2008 | 2010 | 2015 |
| ---- | ---- | ---- |
| 21   | ↗38  | ↘21  |

Гендерный состав
По данным Всероссийской переписи населения 2010 года в гендерной структуре населения мужчины составляли 52,6 %, женщины — соответственно 47,4 %.
Национальный состав
Согласно результатам переписи 2002 года, в национальной структуре населения русские составляли 85 %.

## Улицы
Уличная сеть хутора состоит из одной улицы (ул. Киевская).